# バームブラック

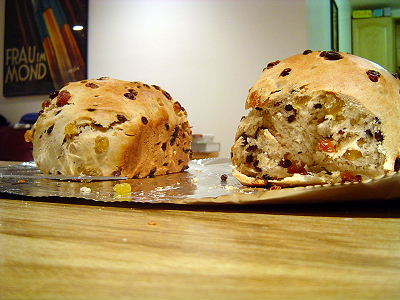
バームブラック

バームブラック（barmbrack、またはバーンブラックbarnbrack、アイルランド語バイリン・ブラクbáirín breac）は、アイルランドでハロウィンに食べられる、伝統的なドライフルーツ入りのパンまたはケーキである。

## 概要

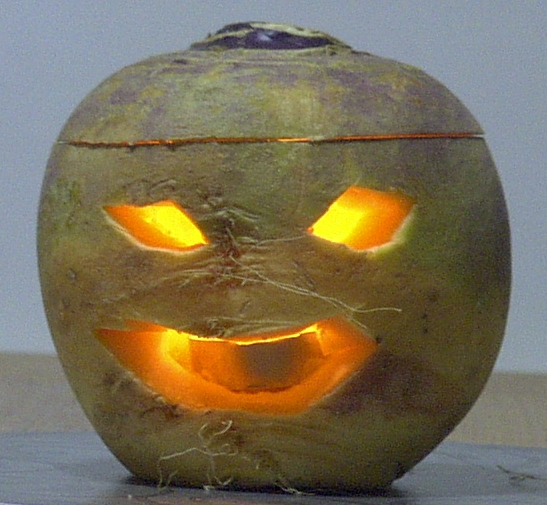
カブ提灯

古代ケルトの時代、冬の始まりである11月1日に行われるサウィン（サオィン[ˈsaʊ.ɪn]、サワーン[ˈsaʊn]、サーウィン[ˈsɑːwɪn]または、サウィーン、サーオィン、サムハイン）という祭があった。キリスト教が入って来てから、この祭はその前夜に行われるようになった。それが今のハロウィンであり、今なお盛大に行われる祭の一つである。アイルランドでは、カブをくりぬいて、不気味な笑いを浮かべた提灯を作り、火のついたろうそくをともし、そしてバームブラックを作る。この長い歴史のある濃厚な風味のフルーツケーキは、今はアイルランド以外にも広く伝わっていて、通常食後にふるまわれる。
バームという言葉は、古代英語のベオルマから来ている。イーストのように、パン種を発酵させる働きのある酒から来ている。ブラックはアイルランド語のブラック（brac）で、「小さな斑点のある」という意味である－ドライフルーツと、砂糖漬けの果物の皮が、斑点のように見えるからである。
ジェイムズ・ジョイスの短編集『ダブリン市民』の「土くれ」には、主人公のマライアが、ハロウィンの日、勤めている洗濯店のお茶の時間に、バームブラックを切り分ける場面が登場する。
ハロウィンの夜、魔女や幽霊に扮した子供たちが、家から家へと、果物やナッツをもらいに歩く。こういったお楽しみやゲームが終わると、宴会が始まり、コルカノンと呼ばれるジャガイモ料理が出され、いよいよ宴会も終わりという時になって、バームブラックが出る。ハロウィンには、占いや予言が行われるが、このバームブラックの中にも、運勢を占うさまざまなものが入れてある。

## 占い

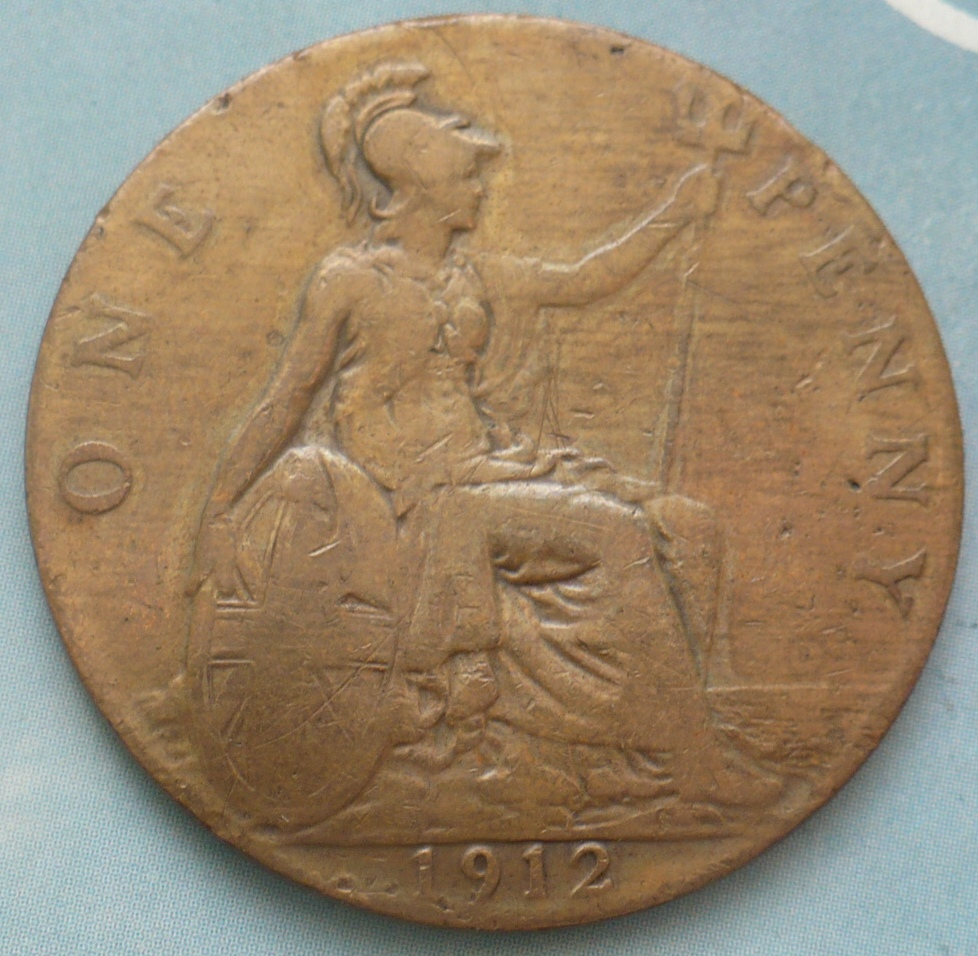
1ペニー硬貨（1912年）

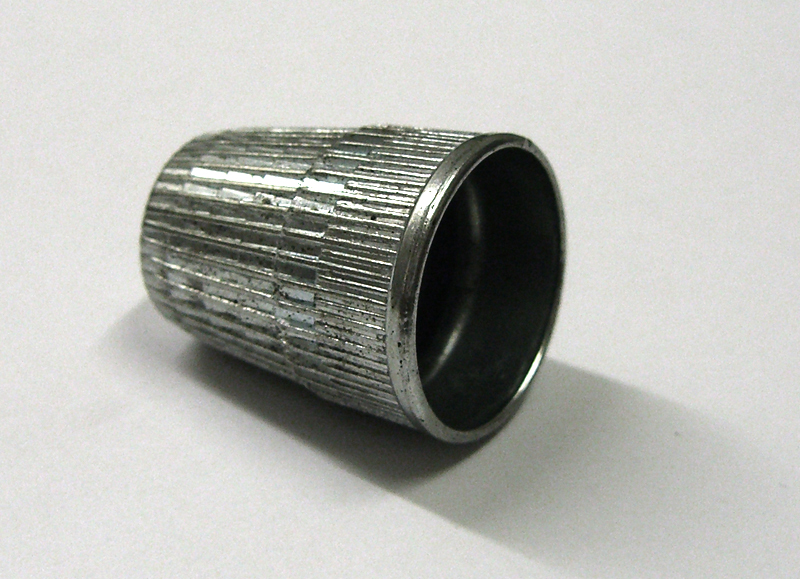
指貫

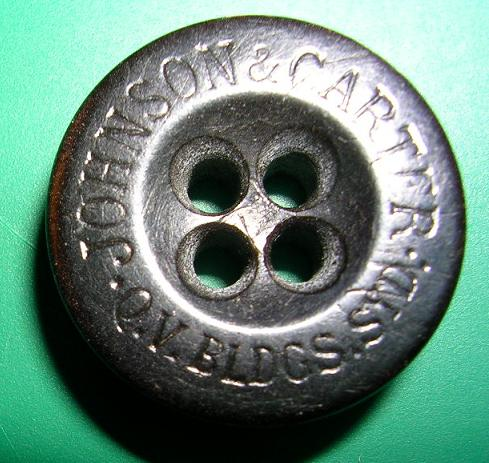
ボタン

バームブラックの中に仕込まれた品物のどれが当たるかで、向こう1年間に、どういう運命が待っているかがわかることになる。
主なものとしては、次のような品物が挙げられる。
- 指輪（結婚）
- 硬貨（金回りが良くなる）
- 布切れ（貧困）
- ボタン（独身男性が結婚できない、または戦争関連で問題が出て来る）
- エンドウ豆または指貫（独身女性が結婚できない）
- 木の破片（結婚生活によからぬことが起きる）

硬貨、布切れ、指輪は必ず入れるものとされる。もっと大人数の場合は、ボタンや指貫といったものがそれに加わる。
ただし、こういうのは自己実現的、ひとから期待されることで、それを実現に持って行こうという傾向があるため、やらない人もいる。また、占いをやるにしても、こういった小さな品物は、往々にしてのどに詰まらせる場合があるので、家でこの占いをやる場合には、皆にこのことを周知しておくこと、また、自分の分を食べ始める前に、品物はどけておく必要がある。